# Rhony
Ne doit pas être confondu avec Rhôny.
Le Rhony est un ruisseau français du département de l'Oise, en région Hauts-de-France, affluent droit de l'Oise, donc sous-affluent du fleuve la Seine .

## Géographie
Le Rhony est un ruisseau de 5 km qui se jette dans l'Oise à Rieux. Il prend sa source dans le parc du château de Verderonne.

### Communes et cantons traversés
Dans le seul département de l'Oise, le Rhony traverse les trois communes suivantes de l'amont vers l'aval, de Verderonne (source), Angicourt, Rieux (confluence).
Soit en termes de canton, le Rhony prend sa source, traverse et conflue dans l'ancien canton de Liancourt, maintenant prend source dans le canton de Clermont et conflue dans le canton de Pont-Sainte-Maxence, le tout dans l'arrondissement de Clermont.

## Affluent
Le Rhony n'a pas d'affluent contributeur connu.

### Rang de Strahler
Donc son rang de Strahler est de un.

## Hydrologie
Son régime hydrologique est dit pluvial océanique.